# Samson Raphael Hirsch
Samson Raphael Hirsch (Hamburg, 20 de juny de 1808 - Frankfurt del Main, 31 de desembre de 1888) va ser un rabí, traductor i líder religiós alemany. Va realitzar els seus estudis a la Universitat de Bonn i es va convertir en un líder religiós jueu de Moravia. Va ser el fundador intel·lectual de l'escola Torah im Derech Eretz. Hirsch va tenir una considerable influència en desenvolupament del judaisme ortodox modern. La seva corrent de pensament es coneix de vegades com neo-ortodòxia. Va tenir una considerable influència en el desenvolupament del judaisme ortodox al Segle XX. Estava diametralment oposat tant al judaisme reformista, com al judaisme conservador. Va propugnar una prudent acceptació de la modernitat, alhora que va romandre fermament unit a les tradicions religioses jueves.